# Por la Patria
El Movimiento Por la Patria es un sector político del Partido Nacional (Uruguay).

## Historia
A fines de la década de 1960, alrededor de la figura del senador Wilson Ferreira Aldunate, ferviente opositor al cada vez más autoritario gobierno de Jorge Pacheco Areco, se nuclearon numerosos dirigentes blancos de muy diversa procedencia en un movimiento aluvional y vigoroso. En alianza política con el Movimiento Nacional de Rocha, conquistó las primeras posiciones en el partido en el marco de las polémicas elecciones de 1971. De este modo, en el Partido Nacional se consagra una postura moderada en un país cada vez más polarizado y dividido. En el senado porlapatrista se incluyeron figuras blancas de primera línea: además del propio Ferreira, estaban Dardo Ortiz, Walter Santoro, Pedro Zabalza y Alembert Vaz. Otros dirigentes destacados fueron Guillermo García Costa, Fernando Oliú, Homar Murdoch y Uruguay Tourné.
Poco después sobrevendría la dictadura, y este sector sufrió la misma prohibición que todo el espectro político; con Wilson Ferreira exiliado y otros dirigentes proscritos, continuó actuando en las sombras. Uno de sus integrantes, el expresidente de la Cámara de Diputados Héctor Gutiérrez Ruiz, es asesinado en Buenos Aires.
En ocasión de las elecciones internas de 1982, la lista ACF, encabezada por Juan E. Pivel Devoto, convocó una correntada de votantes de diversa procedencia, incluso miles de votantes de izquierda. En las elecciones de 1984 presentaron una lista común al Senado con el Movimiento Nacional de Rocha, y en total conquistaron 8 bancas; en Diputados presentaron la Lista W, en alusión a Wilson Ferreira. En esas elecciones, que significaron la salida de la dictadura, y al estar proscripto Wilson Ferreira Aldunate, el candidato a la presidencia de la república del sector fue Alberto Zumarán.
Tras el fallecimiento de Wilson Ferreira en 1988, el Partido Nacional estaba vigorizado, lleno de vida; y frente a un Partido Colorado desgastado por el gobierno y la transición democrática, los blancos resultaron una alternativa de gobierno creíble 
para el electorado, ganando las elecciones de 1989. Si bien en las mismas el desempeño de Por la Patria fue más bien modesto, en el partido quedó vivo el espíritu de entusiasmo insuflado por Ferreira y su movimiento. 
El semanario La Democracia fue su órgano de prensa.

### Refundación
En el 2017 se refunda el sector, liderado por el diputado Jorge Gandini e integrado con personalidades como Juan Andrés Ramírez (exministro del Interior), Alberto Volonté (expresidente del Honorable Directorio del Partido Nacional), Juan Andrés Ramírez (hijo), Silvia Ferreira Sienra (Presidenta de la Comisión para Vivir sin Miedo), Alberto Zumarán (exsenador de la República), entre otros.

#### Ciclo electoral 2019-2020
Apoyan en el 2019 la Precandidatura Presidencial del senador de Alianza Nacional, Jorge Larrañaga.

#### Ciclo electoral 2024-2025
De cara a las elecciones internas de 2024 Jorge Gandini se postuló como precandidato a la presidencia, logrando un 5,8% de los votos. Para octubre el sector logró un acuerdo político para integrar una lista al Senado en conjunto con Aire Fresco, postulando a Gandini como 5to titular a la cámara alta. No obstante, la lista solo logró obtener 3 bancas en el Senado por lo que Por la Patria quedó sin representación.